# Azete
L'azete è un composto organico eterociclico insaturo. Il corrispondente composto saturo è l'azetidina. A causa dell'elevata tensione d'anello e dell'antiaromaticità il composto è poco stabile.